# Skegness
Skegness – miasto portowe w Wielkiej Brytanii, w Anglii, w hrabstwie Lincolnshire. W 2001 r. miasto to zamieszkiwało 18 910 osób. W 1936 r. powstał tu pierwszy i do dziś istniejący ośrodek wakacyjny Butlin’s.
.